# Чемпионат Ямайки по футболу
Национальная Премьер-лига — высший дивизион в футбольной иерархии Ямайки. Официальным спонсором турнира (с сезона 2011/12) является компания Red Stripe, поэтому чемпионат носит название Red Stripe Премьер-лига.

## История
Национальная Премьер-лига как высший эшелон ямайского профессионального футбола была создана в 1973 году. До настоящего времени три раза ямайские клубы становились победителями клубного чемпионата Карибского футбольного союза: Харбор Вью в 2004 и 2007 годах и Портмор Юнайтед в 2005 году.

## Формат
В чемпионате участвуют 12 клубов. Он разделён на три стадии. На первой стадии (22 тура) все команды играют друг с другом дважды (на своём и чужом поле). В рамках второй стадии (11 туров) все команды играют друг с другом ещё один раз. После этого турнирная таблица приобретает окончательный вид: команды, занявшие два последних места выбывают во второй дивизион, а команды, занявшие первые четыре места, выходят в третью стадию, в рамках которой определяются чемпион страны и два клуба (чемпион и вице-чемпион), которые будут представлять Ямайку в клубном чемпионате Карибского футбольного союза.
Попадание в тройку лучших на клубном чемпионате Кариб — единственный путь для ямайских клубов в Лигу чемпионов КОНКАКАФ.

## Чемпионы
| Клуб                | Победители | Вторые места | Чемпионские сезоны                                   |
| ------------------- | ---------- | ------------ | ---------------------------------------------------- |
| Портмор Юнайтед     | 6          | 5            | 1992/93, 2002/03, 2004/05, 2007/08, 2011/12, 2017/18 |
| Арнетт Гарденс      | 5          | 4            | 1977/78, 2000/01, 2001/02, 2014/15, 2016/17          |
| Тиволи Гарденс      | 5          | 4            | 1982/83, 1998/99, 2003/04, 2008/09, 2010/11          |
| Сантос              | 5          | 1            | 1973/74, 1974/75, 1975/76, 1976/77, 1979/80          |
| Харбор Вью          | 4          | 5            | 1999/00, 2006/07, 2009/10, 2012/13                   |
| Монтего-Бей Юнайтед | 4          | 5            | 1986/87, 1996/97, 2013/14, 2015/16                   |
| Бойз Таун           | 3          | 5            | 1983/84, 1985/86, 1988/89                            |
| ФК Рено             | 3          | 3            | 1989/90, 1990/91, 1994/95                            |
| Уотерхаус           | 2          | 4            | 1997/98, 2005/06                                     |
| Вайолет Кикерс      | 2          | 0            | 1993/94, 1995/96                                     |
| Вадада              | 2          | 0            | 1987/88, 1991/92                                     |
| Кавальер            | 1          | 3            | 1980/81                                              |
| Дефенс Форс         | 1          | 0            | 1984/85                                              |

## Лучшие бомбардиры
| Сезон   | Игрок             | Команда         | Голы |
| 2002/03 | Рон Нельсон       | Хазард Юнайтед  | 19   |
| 2003/04 | Фабиан Тейлор     | Харбор Вью      | 19   |
| 2004/05 | Кристофер Николас | Тиволи Гарденс  | 25   |
| 2005/06 | Кевин Лэйми       | Уотерхаус       | 22   |
| 2006/07 | Ирвино Инглиш     | Уотерхаус       | 18   |
| 2007/08 | Рон Нельсон       | Портмор Юнайтед | 16   |
| 2008/09 | Девон Ходжес      | Риволи Юнайтед  | 24   |
| 2009/10 | Девон Ходжес      | Риволи Юнайтед  | 18   |
| 2010/11 | Кирк Рэмси        | Арнетт Гарденс  | 17   |
| 2011/12 | Джермейн Андерсон | Уотерхаус       | 14   |
| 2012/13 | Джермейн Андерсон | Уотерхаус       | 21   |
| 2013/14 | Брайан Браун      | Харбор Вью      | 19   |
| 2014/15 | Крэг Фостер       | ФК Рено         | 20   |